# 圣安托尼诺-迪苏萨
圣安托尼诺-迪苏萨（義大利語：Sant'Antonino di Susa），是意大利皮埃蒙特大区都靈廣域市的一个市镇。总面积9平方公里，人口4321人，人口密度480.1人/平方公里（2009年）。ISTAT代码为001256。